# 豊成
豊成（とよなり）は、千葉県市原市の有秋地区にある大字。郵便番号は299-0122。

## 概要
千葉県市原市の最西部にある有秋地区に位置する。かつて市原市役所有秋支所が置かれる前は、姉崎地区の一部であった。

## 地理

### 隣接町丁字
北は海保、東は立野、南は深城、西は不入斗と接する。

## 歴史

### 地名の由来
水路のある緩い傾斜地と言う意味から。

## 世帯数と人口
2023年（令和5年）4月1日現在の世帯数と人口に関する情報は以下の通りである。
| 町丁字 | 世帯数 | 人口  | 人口 | 人口  | 人口     | 人口     | 人口 | 人口   | 世帯人員 |
| 町丁字 | 世帯数 | 総数  | 若年 | 若年  | 生産年齢 | 生産年齢 | 老年 | 老年   | 世帯人員 |
| ------ | ------ | ----- | ---- | ----- | -------- | -------- | ---- | ------ | -------- |
| 豊成   | 44世帯 | 112人 | 7人  | 6.25% | 58人     | 51.79%   | 47人 | 41.96% | 2.55人   |

## 通学区域
市立小学校・市立中学校と県立高等学校の通学区域は以下の通りである。
| 町丁字 | 範囲 | 小学校               | 中学校             | 県立高校 |
| ------ | ---- | -------------------- | ------------------ | -------- |
| 豊成   | 全域 | 市原市立有秋東小学校 | 市原市立有秋中学校 | 第9学区  |